# Internationales Werner-Seelenbinder-Gedenkturnier 1984
Das Internationale Werner-Seelenbinder-Gedenkturnier 1984 fand vom 22. bis zum 23. September 1984 in Greifswald statt. Es war die zwölfte Auflage dieser internationalen Meisterschaften der DDR im Badminton.

## Medaillengewinner
| Disziplin    | Gold                                                                          | Silber                                                      | Bronze                                                                     |
| ------------ | ----------------------------------------------------------------------------- | ----------------------------------------------------------- | -------------------------------------------------------------------------- |
| Herreneinzel | Erfried Michalowsky (Einheit Greifswald)                                      | Edgar Michalowski (Einheit Greifswald)                      | Andrei Kaliberdin (UdSSR)                                                  |
| Herreneinzel | Erfried Michalowsky (Einheit Greifswald)                                      | Edgar Michalowski (Einheit Greifswald)                      | György Vörös (Ungarn)                                                      |
| Dameneinzel  | Petra Michalowsky (Einheit Greifswald)                                        | Monika Cassens (HSG Lok HfV Dresden)                        | Bożena Wojtkowska (Polen)                                                  |
| Dameneinzel  | Petra Michalowsky (Einheit Greifswald)                                        | Monika Cassens (HSG Lok HfV Dresden)                        | Bożena Siemieniec (Polen)                                                  |
| Herrendoppel | Erfried Michalowsky / Edgar Michalowski (Einheit Greifswald)                  | Juraj Lenárt / Jerzy Dołhan (ČSSR / Polen)                  | Frank-Thomas Seyfarth / Jens Scheithauer (Fortschritt Tröbitz)             |
| Herrendoppel | Erfried Michalowsky / Edgar Michalowski (Einheit Greifswald)                  | Juraj Lenárt / Jerzy Dołhan (ČSSR / Polen)                  | Joachim Schimpke / Thomas Mundt (Fortschritt Tröbitz / Einheit Greifswald) |
| Damendoppel  | Monika Cassens / Petra Michalowsky (HSG Lok HfV Dresden / Einheit Greifswald) | Angela Michalowski / Birgit Kämmer (Einheit Greifswald)     | Bożena Siemieniec / Zofia Żółtańska (Polen)                                |
| Damendoppel  | Monika Cassens / Petra Michalowsky (HSG Lok HfV Dresden / Einheit Greifswald) | Angela Michalowski / Birgit Kämmer (Einheit Greifswald)     | Petra Tobien / Michaela Junker (EBT Berlin / Kühlautomat Berlin)           |
| Mixed        | Erfried Michalowsky / Petra Michalowsky (Einheit Greifswald)                  | Edgar Michalowski / Angela Michalowski (Einheit Greifswald) | Miroslav Šrámek / Taťána Šrámková (ČSSR)                                   |
| Mixed        | Erfried Michalowsky / Petra Michalowsky (Einheit Greifswald)                  | Edgar Michalowski / Angela Michalowski (Einheit Greifswald) | Jerzy Dołhan / Zofia Żółtańska (Polen)                                     |